# Valignanus scotti
Valignanus scotti är en insektsart som beskrevs av Navás 1913. Valignanus scotti ingår i släktet Valignanus och familjen myrlejonsländor. Inga underarter finns listade i Catalogue of Life.